# Ancistrocercus circumdatus
Ancistrocercus circumdatus är en insektsart som först beskrevs av Walker, F. 1870.  Ancistrocercus circumdatus ingår i släktet Ancistrocercus och familjen vårtbitare. Inga underarter finns listade i Catalogue of Life.